# Hertig av Cumberland
Hertig av Cumberland är en adelstitel som ges till yngre medlemmar av den brittiska kungafamiljen, namnet hänvisar till grevskapet Cumberland. 
Titeln skapades för första gången 1644 åt prins Rupert av Pfalz, systerson till kung Karl I. När han dog utan arvingar, skapades den igen 1689 för prins Georg av Danmark, make till prinsessan Anne, yngre dotter till kung Jakob II. Han dog också utan arvingar 1708. Ingen av de två var dock kända under hertigtiteln.
Tredje gången som titeln skapades var för prins William Augustus, tredje son till kung Georg II. Andra titlar som gavs till prins William var Marquess of Berkhampstead, Earl of Kennington, Viscount Trematon and Baron Alderney. Eftersom prinsen dog ogift och utan barn, gick titeln därför tillbaks till kronan vid hans död.
Nästa gång som titeln skapades, hade man ändrat formen till "Cumberland och Strathearn". Förutom hertigtiteln gavs också den irländska titeln earl av Dublin till prins Henry Frederick, tredje son till Fredrik Ludvig av Wales, och barnbarn till kung Georg II. Sedan prins Henry dog utan legitima barn, var också titeln utslocknad.
Den senaste gången som titeln skapades (denna gång som "hertig av Cumberland och Teviotdale") var för Ernest Augustus (senare kung av Hannover), femte son till kung Georg III av Storbritannien. Titeln drogs in för den tredje hertigens protyska aktiviteter under första världskriget. 
Enligt lagen om indragandet av titlar från 1917 har manliga arvingar till den tredje hertigen rätt att begära att titeln restaureras. Till dags dato har ingen gjort så. För närvarande är det prins Ernst August av Hannover (född 1954), sonsons son till den tredje hertigen, nuvarande överhuvud för huset Hannover. Han är direkt ättling i den manliga linjen från Georg III av Storbritannien.

## Hertigar av Cumberland (1644)
- prins Rupert av Pfalz, hertig av Cumberland (1619-1682)

## Hertigar av Cumberland (1689)
- prins Georg av Danmark, hertig av Cumberland (1653-1708)

## Hertigar av Cumberland (1726)
- prins Vilhelm August, hertig av Cumberland (1721-1765)

## Hertigar av Cumberland och Strathearn (1766)
- Henry Frederick, hertig av Cumberland och Strathearn (1745-1790)

## Hertigar av Cumberland och Teviotdale (1799)
- Prins Ernst August, hertig av Cumberland och Teviotdale (1771-1851), blev kung av Hannover 1837.
- Georg V av Hannover, 2:e hertig av Cumberland och Teviotdale (1819-1878), var kung av Hannover 1851-1866, då landet annekterades av Preussen.
- Ernst August av Hannover, 3:e hertig av Cumberland och Teviotdale (1845-1923) (titeln indragen 1919)

## Andra kungliga hertigtitlar
- Hertig av Albany
- Hertig av Cambridge
- Hertig av Clarence
- Hertig av Cornwall
- Hertig av Connaught
- Hertig av Gloucester
- Hertig av Edinburgh
- Hertig av Kent
- Hertig av Lancaster
- Hertig av Sussex
- Hertig av York